# Falkendorf (Aurachtal)
Falkendorf ist ein Gemeindeteil der Gemeinde Aurachtal im Landkreis Erlangen-Höchstadt (Mittelfranken, Bayern). Die Gemarkung Falkendorf hat eine Fläche von 4,730 km². Sie ist in 1032 Flurstücke aufgeteilt, die eine durchschnittliche Flurstücksfläche von 4583,67 m² haben. In ihr liegen neben dem namensgebenden Ort die Gemeindeteile Hessenmühle und Lenzenmühle.

## Geografie
Durch das Dorf fließt die Mittlere Aurach und es münden dort der Reichenbach als linker Zufluss und der Grüdlgraben als rechter Zufluss in die Mittlere Aurach. Unmittelbar westlich liegt Münchaurach, im Südwesten grenzt der Tonwald an. Ansonsten ist der Ort von Feldern umgeben. Im Norden heißt das Flurgebiet Bugelleite, im Nordwesten Reitäcker.
Die Staatsstraße 2244 verläuft nach Münchaurach (1,3 km westlich) bzw. nach Herzogenaurach (3 km östlich). Die Kreisstraße ERH 13 verläuft nach Buch (2,5 km nördlich) bzw. an Dondörflein vorbei nach Höfen (3,4 km südlich). Eine Gemeindeverbindungsstraße führt an Lenkershof vorbei nach Unterreichenbach (3 km nordwestlich), eine weitere Gemeindeverbindungsstraße führt nach Hammerbach zur Staatsstraße 2263 (1,6 km nördlich). Durch den Ort verläuft der Fränkische Marienweg.

## Geschichte
Der Ort wurde im Königsgutbezirk Herzogenaurach gegründet und wurde 1152 erstmals urkundlich erwähnt. 1348 galt der Ort als Eigen des Hochstifts Bamberg. Lehensträger zu dieser Zeit waren Nürnberger Patrizier (u. a. Groß, Pirckheimer), bambergischer Adel und die Stadt Herzogenaurach. Im selben Jahr wurde vom Hochstift die Hälfte des Großzehnts an Konrad Groß, den Stifter des Nürnberger Heilig-Geist-Spitals, verpfändet. In der Folgezeit ging dieser Anteil dann an das Heilig-Geist-Spital. Hans Pirckheimer verkaufte 1445 zwei Güter und sieben Selden an Peter Rieter. Schließlich gelangte dieser Besitz an Cuntz Reyter, der ihn 1511 dem Herzogenauracher Spital stiftete. In der Folgezeit gab es auch markgräfliche Lehensträger.
Gegen Ende des 18. Jahrhunderts gab es in Falkendorf 32 Anwesen. Das Hochgericht übte das brandenburg-bayreuthische Fraischvogteiamt Emskirchen-Hagenbüchach aus. Grundherren waren Brandenburg-Bayreuth (Klosteramt Münchaurach: 3 Höfe, 1 Hube, 8 Gütlein, Oberamt Baiersdorf: 3 Halbhöfe) und das Hochstift Bamberg (Amt Herzogenaurach: 1 Gütlein, Stadt Herzogenaurach: 4 Höfe, 12 Gütlein). Die Dorf- und Gemeindeherrschaft über die bambergischen Untertanen hatte das Amt Herzogenaurach inne und über die bayreuthischen Untertanen das Klosteramt Münchaurach. Die Hut- und Weiderechte hatten alle Gemeindegenossen gemeinsam auf der Markung. Seit 1691 gab es auch eine gemeinsame Dorfordnung.
Von 1797 bis 1810 unterstand der Ort dem Justizamt Markt Erlbach und Kammeramt Emskirchen. 1810 kam Falkendorf an das Königreich Bayern. Im Rahmen des Gemeindeedikts wurde der Ort dem 1811 gebildeten Steuerdistrikt Münchaurach zugeordnet. 1813 entstand die Ruralgemeinde Falkendorf, zu der Dondörflein, Dörflas, Eckenmühle, Hessenmühle, Lenkershof, Lenzenmühle und Nankenhof gehörten. Mit dem Zweiten Gemeindeedikt (1818) wurden Dörflas, Lenkershof und Nankenhof nach Münchaurach umgemeindet, so dass zu Falkendorf nur noch Dondörflein, Eckenmühle, Hessenmühle und Lenzenmühle gehörten.
Die Gemeinde Falkendorf war in Verwaltung und Gerichtsbarkeit dem Landgericht Markt Erlbach zugeordnet und in der Finanzverwaltung dem Rentamt Neustadt an der Aisch. Am 1. April 1836 wurde die Gemeinde dem Landgericht Herzogenaurach zugewiesen, am 1. Oktober 1847 schließlich auch dem Rentamt Herzogenaurach. Ab 1862 gehörte Falkendorf zum Bezirksamt Höchstadt an der Aisch (1939 in Landkreis Höchstadt an der Aisch umbenannt) und weiterhin zum Rentamt Herzogenaurach (1919 in Finanzamt Herzogenaurach umbenannt, seit 1929: Finanzamt Erlangen). Die Gerichtsbarkeit blieb beim Landgericht Herzogenaurach (1879 in das Amtsgericht Herzogenaurach umgewandelt), seit 1959 ist das Amtsgericht Erlangen zuständig. Die Gemeinde hatte eine Gebietsfläche von 6,551 km².
Am 1. Januar 1972 wurde Falkendorf im Zuge der Gebietsreform in die neu gebildete Gemeinde Aurachtal eingegliedert. Am 1. Mai 1978 wurden Dondörflein und Eckenmühle nach Herzogenaurach umgemeindet.

### Baudenkmal
- Milchhausstraße 5: Wohnstallhaus

### Einwohnerentwicklung
Gemeinde Falkendorf
| Jahr      | 1818   | 1840   | 1852   | 1855   | 1861   | 1867   | 1871   | 1875   | 1880   | 1885   | 1890   | 1895   | 1900   | 1905   | 1910   | 1919   | 1925   | 1933   | 1939   | 1946   | 1950   | 1952   | 1961   | 1970   |
| Einwohner | 306    | 394    | 349    | 323    | 325    | 345    | 358    | 374    | 358    | 347    | 310    | 318    | 310    | 294    | 326    | 319    | 315    | 317    | 302    | 478    | 515    | 443    | 456    | 526    |
| Häuser    | 51     |        |        |        |        |        | 53     |        |        | 58     | 57     |        | 59     |        |        |        | 58     |        |        |        | 68     |        | 83     |        |
| Quelle    | [ 16 ] | [ 17 ] | [ 17 ] | [ 17 ] | [ 18 ] | [ 19 ] | [ 20 ] | [ 21 ] | [ 22 ] | [ 23 ] | [ 24 ] | [ 17 ] | [ 25 ] | [ 17 ] | [ 26 ] | [ 17 ] | [ 27 ] | [ 17 ] | [ 17 ] | [ 17 ] | [ 28 ] | [ 17 ] | [ 12 ] | [ 29 ] |

Ort Falkendorf
| Jahr      | 001818 | 001861 | 001871 | 001885 | 001900 | 001925 | 001950 | 001961 | 001970 | 001987 |
| Einwohner | 223    | 249    | 265    | 247    | 229    | 233    | 406    | 391    | 456    | 972    |
| Häuser    | 39     |        |        | 44     | 45     | 45     | 55     | 70     |        | 257    |
| Quelle    | [ 16 ] | [ 18 ] | [ 20 ] | [ 23 ] | [ 25 ] | [ 27 ] | [ 28 ] | [ 12 ] | [ 29 ] | [ 30 ] |

## Religion
Die bambergischen Untertanen waren katholisch und nach St. Magdalena (Herzogenaurach) gepfarrt, die bayreuthischen Untertanen waren evangelisch und nach St. Peter und Paul (Münchaurach) gepfarrt. Auch heute noch sind diese Pfarreien für die jeweilige Konfession zuständig.